# Sindrome di Brugada
La sindrome di Brugada, o anche sindrome della morte improvvisa notturna di causa sconosciuta (o SUNDS, dall'inglese Sudden Unexplained Nocturnal Death Syndrome), è una rara patologia genetica cardiaca con disturbi dell'attività elettrica del cuore in assenza di difetti evidenti del miocardio: il reperto elettrocardiografico è caratterizzato da blocco di branca destra, e sopraslivellamento del tratto ST nelle derivazioni precordiali destre. È un'alterazione congenita dei canali ionici, trasmessa da genitore a figlio, che si associa a fibrillazione ventricolare e morte cardiaca improvvisa.
Il più tipico ECG presenta il cosiddetto segno di Nava.

## Storia
La sindrome è stata descritta per la prima volta da autori italiani Andrea Nava, Bortolo Martini e colleghi nel 1988 sul Giornale Italiano di Cardiologia, su Mises à Jour Cardiologiques e su American Heart Journal.
La seconda descrizione della sindrome appartiene ad Aihara e altri autori giapponesi in pazienti senza evidente cardiopatia.
Questa sindrome è però conosciuta in tutto il mondo con riferimento al nome dei fratelli spagnoli Brugada, che descrissero nuovamente la sindrome nel 1992, cinque anni dopo gli articoli dei ricercatori italiani.

Le prime descrizioni di questo particolare elettrocardiogramma, ma non della sindrome, risalgono invece al 1953. Osher e Wolff descrissero un'anomalia dinamica dell'ECG, che simulava un infarto miocardico, in un maschio sano: 
Un ECG simile, ma associato a un arresto cardiaco, è stato per la prima volta descritto il 2 ottobre 1984: il paziente, un cuoco di 42 anni, ebbe un arresto cardiaco da fibrillazione ventricolare. Il probando venne poi studiato presso l'Università di Padova. Negli anni seguenti il suo caso e altri casi analoghi vennero descritti da Andrea Nava, Bortolo Martini, Gaetano Thiene e colleghi.
La descrizione dettagliata della sindrome è stata pubblicata nel 1989 sull'American Heart Journal.
In questo articolo venivano presentati tutti gli aspetti elettrocardiografici tipici della sindrome, a partire dal tipico ECG in V1, al blocco di branca destro completo con ST elevato, alla deviazione assiale sinistra, al PR allungato e ad un sopraslivellamento significativo del tratto ST, che può mascherare la sindrome ed essere evidenziato dal test alla flecainide o all'ajmalina.
Uno di questi pazienti venne sottoposto ad autopsia che evidenziava una sostituzione fibro-adiposa del ventricolo destro, con associata lesione del tessuto di conduzione.
A tutt'oggi, più di 650 articoli su questa sindrome sono stati pubblicati nelle riviste mediche e recensiti su Medline o sul sito web dei fratelli Brugada (esclusi i primi articoli italiani).

## Eziologia
Si tratta di un'anomalia funzionale congenita, a ereditarietà autosomica dominante, legata a una patologia dei canali del sodio SCN5A, il cui gene si trova sul cromosoma 3. Tale anomalia è presente in non più del 20% dei casi. A tutt'oggi peraltro, nessun caso autoptico ha mai confermato che questi pazienti abbiano un cuore normale.
In un altro 20% sono state evidenziate anomalie strutturali del muscolo cardiaco, in particolare del ventricolo destro. Tutti i casi sottoposti finora ad autopsia hanno confermato questa ipotesi, proposta già nel 1988.
L'ipotesi degli autori italiani è che si tratti di un'anomalia della depolarizzazione legata a una malattia organica, mentre l'ipotesi dei fratelli Brugada è che si tratti di una anomalia funzionale della ripolarizzazione.
Qui di seguito viene riportato un prospetto con i geni le cui mutazioni ingenerano il fenotipo della sindrome di Brugada:
| Tipo | OMIM   | Mutazione                                            | Note |
| B1   | 601144 | Subunità alfa del canale del sodio (SCN5A)           | La corrente attraverso questo canale è comunemente indicata come INa. La perdita della funzionalità di questo canale si traduce in una corrente in uscita nella fase 1 del potenziale d'azione cardiaco per opera della corrente Ito (KCND2) |
| B2   | 611778 | GPD1L, Peptide Glicerool-3-fosfato deidrogenasi-like | |
| B3   | 114205 | CACNA1C                                              | Subunità alfa del canale cardiaco del calcio di tipo L. |
| B4   | 600003 | CACNB2                                               | Subunità beta-2 del canale cardiaco del calcio di tipo L. |
| B5   | 604433 | KCNE3 che si aggrega a KCND3                         | Subunità beta di KCND3. Modula la corrente rettificante esterna del potassio Ito |
| B6   | 600235 | SCN1B                                                | Subunità beta-1 del canale del sodio SCN5A |

## Clinica
In alcuni pazienti la sindrome di Brugada è asintomatica. Il trovarsi di fronte a un ECG con le tipiche onde non autorizza a far diagnosi di sindrome, soprattutto nei soggetti asintomatici e senza familiarità: una sindrome è un'associazione tra evento clinico e reperti strumentali. Porre una diagnosi di questa complessa sindrome (e magari proporre l'impianto di defibrillatore), solo in base a un occasionale ECG è un grave errore metodologico.

### Quadro elettrocardiografico

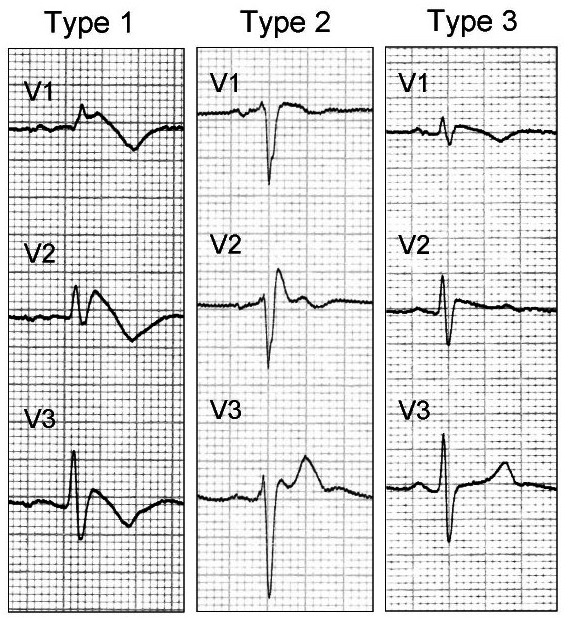
Tracciato elettrocardiografico nella sindrome di Brugada. Secondo un documento redatto di recente da un gruppo di esperti, il sovraslivellamento del tratto ST di tipo 1 spontaneo o indotto mediante somministrazione di Ajmalina o Flecainide è considerato diagnostico. I tipi 2 e 3 possono sollevare il sospetto ma il test farmacologico è richiesto per confermare la diagnosi. Gli ECG nei pannelli di destra e di sinistra sono dello stesso paziente e sono stati registrati prima (pannello destro, tipo 2) e dopo (pannello sinistro, tipo 1) la somministrazione endovena di 1 mg/kg di Ajmalina in 10 minuti.

La sindrome di Brugada presenta abitualmente tre differenti espressioni ECG:
- Il tipo 1 è il cosiddetto "sopraslivellamento del tratto ST coved type", con un sopraelevamento del punto J di almeno 2 mm e una graduale discesa del segmento ST e un'onda T negativa in V1 e V2. Nelle derivazioni V1-V3 si presenta simile a un blocco di branca destra (RBBB). Diversamente da un vero RBBB, l'onda S nelle derivazioni precordiali di sinistra è assente, o presenta un'ampiezza notevolmente inferiore rispetto all'onda J delle derivazioni precordiali destre. Un allungamento dell'intervallo PR è un altro reperto frequente, unitamente a una deviazione assiale sinistra.
- Il tipo 2 presenta il cosiddetto saddle-back pattern, con un sopraelevamento del punto J di almeno 2 mm e un sopraslivellamento del tratto ST di almeno 1 mm con un'onda T positiva o bifasica. Il tipo 2 può essere osservato anche in soggetti altrimenti sani.
- Il tipo 3 presenta il cosiddetto saddle-back pattern con un sopraelevamento del punto J di meno di 2 mm, un sopraslivellamento del tratto ST di meno di 1 mm e un'onda T positiva. Il tipo 3 non è affatto infrequente in soggetti sani, ed è abitualmente ritenuto totalmente aspecifico in assenza di conversione spontanea nel tipo 1.

Questa classificazione proposta a solo a scopo didattico, in quanto non deriva da analisi di casistiche ampie, ma viene riferita a un singolo caso clinico.
Recentemente è stato rivalutato il significato delle incisure (notching), nella porzione terminale del QRS come segni importanti. È stato anche segnalato come fattore di rischio aggiuntivo la presenza di anomalie anche nelle derivazioni periferiche o laterali.
Le stigmate elettrocardiografiche sono evidenziabili anche con la somministrazione degli anti-aritmici di classe Ia, Ic e III e l'incremento della temperatura corporea.
In letteratura esiste un case-report di un paziente deceduto durante la rasatura del viso, forse per la stimolazione dei barocettori del glomo carotideo. L'esercizio fisico ha un effetto bifasico: durante l’attività fisica l'ECG può sembrare quasi normale (anche se comunque rimane sempre fuori dai criteri di normalità) ma al termine dell'esercizio, con la caduta del tono adrenergico e la persistenza di un'elevata temperatura corporea, le modificazioni ECG classiche si presentano ancora più accentuate.
Anche semplici modificazioni della frequenza cardiaca modificano lievemente i reperti ECG. Con la bradicardia, il sopraslivellamento del tratto ST è leggermente più pronunciato, mentre con la tachicardia, indotte ad esempio con una stimolazione dell'atrio, il sopraslivellamento del tratto ST leggermente si riduce. Comunque, è stato osservato anche il contrario.
Un altro aspetto elettrocardiografico frequente è la presenza di potenziali tardivi, che confermano la presenza di un disturbo di conduzione. Tali reperti sono stati documentati sia con registrazione endocavitaria sia con tecniche non invasive.

### Diagnosi
La diagnosi può essere posta a seguito del riscontro elettrocardiografico delle alterazioni del tracciato descritte nel precedente paragrafo.
Nei casi sospetti, con ECG basale negativo, può essere indicata l'esecuzione di un test provocativo mediante la somministrazione di Ajmalina o Flecainide, entrambi farmaci antiaritmici di classe I.

## Trattamento
Esistono notevoli controversie riguardo al trattamento della sindrome di Brugada; al momento attuale non esiste una terapia farmacologica che sia dimostrata efficace, pertanto l'unico mezzo per garantire la massima protezione è il defibrillatore cardiaco impiantabile (ICD).
Attualmente l'uso del defibrillatore è indicato in classe Ia in quei pazienti che hanno già sperimentato un episodio di morte improvvisa abortita a causa di aritmie ventricolari maligne (indicazione di classe IA. Altra indicazione IA è la presenza di un ECG tipo 1 e di sincope legata sicuramente ad aritmie ventricolari. Al contrario, negli altri casi le indicazioni sono alquanto dibattute. In particolare non c'è consenso unanime nel riconoscere valore decisivo nell'indicazione all'impianto di un ICD alla positività di uno studio elettrofisiologico endocavitario (SEF) di induzione. Nelle ultime linee guida 2013, tale indicazione è stata fortemente ridimensionata e attualmente il valore dello studio elettrofisiologico non supera il IIB, con proposta di spostarlo in classe III per gli asintomatici.
In Italia si è concluso ed è stato pubblicato lo studio "PRELUDE" (PRogrammed ELectrical stimUlation preDictive valuE)  che ha arruolato 308 pazienti seguiti per un periodo medio di 34 mesi. È stato valutato il valore predittivo dello SEF di induzione e gli eventi aritmici nei pazienti affetti da sindrome di Brugada.
La presenza del fenotipo 1 all'ECG e la sincope vengono considerati i più potenti predittori di eventi aritmici trattati dall'ICD con lo shock.
Le conclusioni dello studio PRELUDE confermano, come predittori di eventi aritmici il fenotipo 1 all'ECG e la sincope; sono risultati inoltre statisticamente significativi la presenza di un periodo refrattario ventricolare <200 ms e una "frammentazione" del QRS per l'identificazione dei candidati all'impianto di un defibrillatore in prevenzione primaria. L'inducibilità della tachicardia ventricolare e della fibrillazione ventricolare al SEF non è stata altrettanto efficace nel segnalare i pazienti ad alto rischio nel follow up.
Non esiste una terapia farmacologica efficace nel ridurre l'incidenza di morte improvvisa in questi pazienti; tuttavia, esistono dei farmaci anti-aritmici utili.
Uno di questi è la chinidina, per la sua capacità di inibire la corrente Ito, che è anche l'unico anti-aritmico utile in questi pazienti per la prevenzione della fibrillazione atriale.
L'utilizzo dell'isoproterenolo è riservato alla prevenzione in acuto delle recidive aritmiche, quando sia evidente un fenotipo ECG 1 e lo si voglia convertire nei fenotipi 2 o 3.
Dati contrastanti esistono sull'impiego del cilostazolo, un inibitore delle fosfodiesterasi di tipo III, utilizzato nelle vasculopatie periferiche per le sue proprietà di antiaggregante e vasodilatatore.
Sono in corso studi clinici sull'efficacia a lungo termine della Chinidina, con promettenti risultati preliminari.
Come per la sindrome del QT lungo, vi sono alcuni farmaci da evitare.
Accanto agli anti-aritmici di classe IC sopraccitati, figurano anche il propafenone, farmaco anti-aritmico di classe IC (indicazione di classe IIa), gli antidepressivi triciclici e quadriciclici) e la bupivacaina.
Il propofol, anestetico generale di largo impiego, sembra possa essere utilizzato in modo sicuro, senza un aumento degli eventi aritmici.
Dati non univoci esistono a proposito degli altri anti-aritmici di classe IV e classe III.
I beta-bloccanti devono comunque essere evitati, in virtù delle proprietà anti-adrenergiche e bradicardizzanti.
L'ultima frontiera terapeutica è l'ablazione transcatetere con radiofrequenza, proposta per la prima volta nel 2004 dal gruppo di Bordeaux guidato da Michel Haissaguerre. Nell'articolo, viene presentata una serie di 4 pazienti con sindrome del QT lungo e sindrome di Brugada, nei quali la procedura aveva come obiettivo la distruzione dell'area di miocardio dal quale aveva origine l'anomalia che scatenava la fibrillazione ventricolare. Recentemente il gruppo di Nademanee ha normalizzato l'aspetto ECG tramite ablazione epicardica di aree a conduzione lenta nel tratto efflusso del ventricolo destro, confermando ancora una volta il substrato organico della sindrome.